# 아즈사가와촌
아즈사가와촌(梓川村)은 나가노현 미나미아즈미군에 있던 촌이다.
2005년 4월 1일에 마쓰모토시에 편입되었다. 덧붙여 구 촌역에는 시정촌의 합병 특례에 관한 법률(합병 특례법)에 근거한 지역 자치구가 2015년 3월 31일을 기한으로 설치되었다.

## 역사
- 1955년 4월 1일 - 아즈사촌, 야마토촌이 합병해 성립하였다.
- 1957년 11월 1일 - 촌장이 제정되었다.
- 2005년 4월 1일 - 마쓰모토시에 편입되었다. 동일 아즈사가와촌은 폐지되었다.

## 교통

### 도로
- 나가노 현도 제25호선
- 나가노 현도 제48호선
- 나가노 현도 제278호선
- 나가노 현도 제315호선
- 나가노 현도 제320호선